# شهرستان مهرستان
شهرستان مهرستان یکی از شهرستان‌های استان سیستان و بلوچستان ایران است. مرکز این شهرستان، شهر مهرستان است.

## نام گذاری
شهرستان مهرستان تا قبل از سلسله پهلوی به «مَه گس»(ma-gas)  معروف بوده که به صورت مختصر «مَگس»(magas) در میان گفتار عام مردم مشهور است. این واژه یک واژه کهن بلوچی و از احتمالاً برگرفته از شکلهای باستانی بلوچی و زبان های ایرانی است که وجه تسمیه آن معلوم نیست امّا حدس هایی زده شده که هیچکدام از نظر علمی اثبات نشده اند امّا می توان آن را با نام روستایی در منطقۀ دشتیاری به نام «دَرگَس» مقایسه کرد.
در دوره پهلوی با منظور ایرانی کردن اسامی شهر ها و به دلیل اینکه در دوره حکومت پهلوی در این منطقه استوار دومی بنام «زابلی زاده» کشته شده بود نام شهر از مه گس به «زابلی» تغییر داده شد و در سال ۱۳۹۰ با تصویب هیئت وزیران نام این شهر از زابلی به «مهرستان» تغییر یافت.

## فرهنگ و مردم‌شناسی
مردم شهرستان مهرستان بلوچ هستند و به زبان بلوچی سخن می گویند و پیرو مذهب سنی حنفی می باشند.

### زبان و لهجه
اولین محققی که لهجه‌های بلوچی را بیشتر به‌طور سیستماتیک مورد مطالعه قرارداد ویلهلم گیگر Wilhelm Geiger بود. او بلوچی را به دو لهجه اصلی تقسیم کرده و بلوچی شمالی (سرحدی) و بلوچی جنوبی (مکرانی) نامید. وی همچنین بلوچی جنوبی را به گروه‌های شرقی و غربی و بلوچی شمالی را به گروه‌های شمالی و جنوبی که به‌ترتیب توسط طوایف لغاری Leghلri و مری Mari نمایندگی می‌شدند تقسیم کرد. گیگر برای نشان دادن تفاوت لغوی لهجه‌ها به این واقعیت اشاره می‌کند که بلوچی شمالی به میزان بالایی از زبان‌های هندی همسایه لغت اقتباس می‌کند درحالیکه بلوچی جنوبی بیشتر دارای لغات اقتباس شده با ریشه فارسی می‌باشد. (ترجمه و نقل از جهانی (۸۹))
یکی دیگر از محققین لهجه‌های بلوچی «سر جرج گریرسون» Sir George Grierson می‌باشد. او لهجه‌های بلوچی را به شرقی و غربی تقسیم کرد. وی معتقد بود که بلوچی غربی در محدوده حکومتی بریتانیا دارای سه لهجه می‌باشد و آنهارا بر اساس منطقه عمده‌ای که در آن صحبت می‌شوند، لهجه کراچی karلči، کیچی kیči و پنجگوری panjguri نامید.
محقق برجسته دیگری که به صورت سیستماتیک لهجه‌های بلوچی را مطالعه کرده‌است پروفسور جوزف الفنبین Josef Elfenbein می‌باشد، او در کتاب «زبان بلوچی، لهجه‌شناسی بامتن» برای نشان دادن تفاوت بین لهجه‌های مختلف، لیستی شامل آواشناسی، دستور (صرف و نحو) و لغت تهیه کرده و آن را به عنوان معیار مقایسه شباهت‌ها و تمایز لهجه‌ها بکار برده‌است. در اینجا فقط به چند مورد از ویژگی‌های خاص این لهجه‌ها بر اساس معیار الفنبین اکتفا می‌کنیم.
گویش بلوچی مهرستان بخشی از گویشی است که در تقسیم بندی الفنباین به گویش سراوانی مشهور است.گویش مهرستان از گویشهایی است که می توان آن ها را حلقۀ واسط میان سرحدی و مکرانی نامید امّا پیوند گویش مهرستان با شستونی، به آن در میان گویش های واسطه تشخصی ویژه داده است.

### شعر و موسیقی محلی
موسیقی مهرستان طی سالیان دراز گرمابخش شادی و شور مردم این سامان بوده‌است سازه‌هایی مثل قیچک، رباب، بنجو، تمبورک، و دهلک وسعتی در خور توجه به موسیقی این خطه داده‌است. دهل و سرنا از دیگر سازهای رایج به ویژه در قادراباد رونق افزای جشن و سرور بوده‌است. از انواع موسیقی در شهرستان می‌توان موسیقی‌های مجلسی را نام برد.
از هنرمندان به نام مهرستان می‌توان از مدد گوری (دونلی نواز)؛ محمد سورنایی و در مرکز شهر گروه موسیقی عرفانی به خوانندگی عبدالملک حسینی را می‌توان نام برد؛ و از شاعران شهرستان می‌توان آقای محمدرفیع محمودزائی و آقای یارمحمد اربابی (شیدا) که هر دو از شاعران بزرگ این شهرستان هستند را نام برد.

### بازی‌های محلی
تنوع و تعدد بازی‌های سنتی در مهرستان گسترده‌است برخی از این بازی‌ها عبارتند از نه دارو، سه دارو، تلکی، هفت سنگ، مجول، چوک، تالی، کپک، چم چراگی، دبل و…

### پوشاک
پوشش مردان و زنان بلوچ بسیار ساده و در عین حال زیبا و مناسب برای اقلیم بلوچستان می‌باشد. عموماً پوشاک مردان بلوچ شامل یک پیراهن بلند و شلوار گشاد و بسیار پرچین و گاه به همراه دستار یا لنگی بر دور سر می‌باشد. پوشاک زنان بلوچ نیز تقریباً مشابه پوشاک مردان است با این تفاوت که بخشهایی از سر آستین، سر پارچه و قسمت پیش و جلوی پیراهن را با قطعات پارچه با زیباترین نقش‌های بومی و محلی رنگارنگ سوزن دوزی شده و تزئین نموده‌اند، رنگ و نقش این تزئینات سوزن دوزی شده در مناطق مختلف بلوچستان اندکی با هم متفاوت می‌باشد.

## تقسیمات کشوری
شهرستان مهرستان شامل ۳ بخش، ۶ دهستان و ۲ شهر به شرح زیر است:

### شهرستان مهرستان
| بخش   | مرکز بخش | جمعیت بخش ۱۳۹۵ | نام دهستان | مرکز دهستان | جمعیت دهستان ۱۳۹۵ | شهر               | جمعیت شهر ۱۳۹۵    |
| ----- | -------- | -------------- | ---------- | ----------- | ----------------- | ----------------- | ----------------- |
| مرکزی | مهرستان  | ۴۳٬۵۷۳ نفر     | زابلی      | مهرستان     | ۲۴٬۰۶۳ نفر        | مهرستان           | ۱۲٬۲۴۵ نفر        |
| مرکزی | مهرستان  | ۴۳٬۵۷۳ نفر     | دهی        | دهی         | ۷٬۲۶۵ نفر         | مهرستان           | ۱۲٬۲۴۵ نفر        |
| آشار  | آشار     | ۱۵٬۹۴۹ نفر     | آشار       | آشار        | ۶٬۳۴۴ نفر         | آشار              | ۳٬۷۸۶ نفر         |
| آشار  | آشار     | ۱۵٬۹۴۹ نفر     | ایرافشان   | ایرافشان    | ۵٬۸۱۹ نفر         | آشار              | ۳٬۷۸۶ نفر         |
| بیرک  | چاهوک    | ۱۱٬۰۵۷ نفر     | بیرک       | رگنتگ       | ۶٬۸۶۰ نفر         | ***************** | ***************** |
| بیرک  | چاهوک    | ۱۱٬۰۵۷ نفر     | بیرک شرقی  | چد بالا     | ۴٬۱۹۷ نفر         | ***************** | ***************** |

## جمعیت
براساس سرشماری عمومی نفوس و مسکن در سال ۱۳۹۵، جمعیت شهرستان مهرستان برابر با ۷۰٬۵۷۹ نفر بوده‌است.